# Habenaria zambesina
Habenaria zambesina är en orkidéart som beskrevs av Heinrich Gustav Reichenbach. Habenaria zambesina ingår i släktet Habenaria och familjen orkidéer. Inga underarter finns listade i Catalogue of Life.